# День украинского казачества
День украинского казачества (укр. День українського козацтва) — праздник Украины, ежегодно отмечающийся 1 октября в день Покрова Пресвятой Богородицы.

## История праздника
Как писал французский дипломат Жан-Бенуа Шерер в своей исторической работе «Анналы Малой России, или истории запорожских и украинских казаков», изданной в 1788 году в Париже, Покрова Пресвятой Богородицы был для казаков большим праздником, поскольку их церковь была посвящена Деве Марии. Когда они хотели избрать новых членов старшины, то собирались именно в этот день.
День украинского казачества отмечается на Украине согласно Указу Президента Украины от 07.08.1999 № 966/99 в день праздника Покрова Пресвятой Богородицы 14 октября. Президент Украины, учитывая историческое значение и заслуги казачества в утверждении украинской государственности и его весомый вклад в современный процесс создания государства, определил эту дату своим указом.
15 ноября 2001 было принято положение «О Национальной программе возрождения и развития Украинского казачества на 2002—2005 годы». Целью Национальной программы является дальнейшее развитие и утверждение казачества как общественной силы, способной существенно влиять на процесс консолидации общества. Она предусматривает участие украинского казачества в военно-патриотическом воспитании молодежи; создании, возрождении, восстановлении и охране заповедных мест и объектов; проведение образовательных, культурно-просветительских мероприятий, научно-исследовательской, пропагандистской и издательской работы; организацию туризма, спортивных соревнований; осуществления хозяйственной, природоохранной и международной деятельности.
На Украине зарегистрировано около десятка всеукраинских общественных организаций украинского казачества и более пятисот областных, районных, городских и сельских казацких образований. Среди них: «Украинское казачество» (1991), «Союз казачьих организаций Украины» (1999), «Казачество Украины» (2001), «Объединенное казачество Украины» (2003) и др. В своих рядах они насчитывают почти 200 000 человек.
28 июля 2023 года дата праздника была перенесена с 14 октября на 1 октября из-за перехода церквей на новый стиль.